# SIX DAY WONDER
「SIX DAY WONDER」（シックス デイ ワンダー）は、日本のバンドストレイテナーのメジャー7枚目のシングルである。2007年1月10日発売。発売元は東芝EMI。

## 概要
- 前作から1ヶ月ぶりとなるシングル。カップリングにはバンドでは初となるライブ音源が2曲収録されている。
- 初回限定版にはTシャツプレゼント応募はがき付。
- シングルで初めてオリコンウィークリーチャートTOP10圏内に入った。

## 収録曲
1. SIX DAY WONDER(3:50)
作詞・作曲：ホリエアツシ、編曲：ストレイテナー
原曲は4拍子だが、2010年頃のライブからリズムを3拍子に変えたアレンジで演奏される機会が増えている。
2. SPEEDGUN -LIVE ver.-(3:47)
作詞・作曲：ホリエアツシ、編曲：ストレイテナー
3. SING -LIVE ver.-(2:20)
作詞・作曲：ホリエアツシ、編曲：ストレイテナー

## 収録アルバム
1. SIX DAY WONDER
『LINEAR』
2. SPEEDGUN -LIVE ver.-
「TRAVELING GARGOYLE」（原曲）
3. SING -LIVE ver.-
「TENDER」（原曲）